# Harboes Bryggeri
Harboes Bryggeri er et dansk bryggeri, som ligger i Skælskør på Sydvestsjælland og er Danmarks 3. største bryggeri. Bryggeriet er børsnoteret og ledes i dag af 6. generation af Harboe-familien. 

## Historie
Bryggeriet blev grundlagt i 1883 af tre forretningsfolk, bosiddende i Skælskør: brænderiejer og skibsreder Jørgen Harboe, tømmerhandler Adolph Harboe og købmand Jørgen Lotz. Bryggeriets første navn var Harboe & Lotz.
De tre byggede bryghus og brygmesterbolig, som stadig bruges i det daglige hhv. til inddampningsanlæg for maltekstrakt og administration.
Den første brygmester på Harboes bryggeri var Gunner Harboe, der var søn af en af grundlæggerne. Gunner Harboe blev sendt til Tyskland for at lære at brygge øl. Det første øl han bryggede på det nybyggede bryggeri var hvidtøl og lagerøl. Det blev kørt ud til salg den 2. august 1883. Øllet var fyldt i trætønder og blev kørt ud med hest og vogn.

## Koncernen
Koncernen omfatter Harboes Bryggeri i Skælskør, Darguner Brauerei i Dargun i Tyskland og mikrobryggeriet Gourmetbryggeriet i Danmark. I det seneste regnskabskvartal var der 520 ansatte omregnet til fuldtid.

### Produktion og markedsføring
Produktionsvolumen er over 10 millioner hektoliter per år. Der produceres øl, sodavand, danskvand, malt drikke, og energidrikke inden for drikkevarer. Der sælges til ca. 90 lande.  Derudover produceres og sælges  og malt ekstrakt og frugt shots og compounds til ca. 40 lande.

### Regnskab
Nettoomsætningen i regnskabsåret 2023/24 (1. maj - 30. april) var på 1,8 milliarder kroner.

## Produkter

### Øl
- Harboe Bjørnebryg
- Harboe Classic
- Harboe Guldøl
- Harboe Julebryg
- Harboe Light
- Harboe Pilsner
- Harboe Påskebryg
- Harboe Årgangsbryg

### Læskedrikke
- Apollinaris
- Apollinaris med Citrus
- Harboe Abricos
- Harboe Ananas
- Harboe Cider Æble
- Harboe Cider Pære
- Harboe Citronbrus
- Harboe Grape Light
- Harboe Hindbærbrus
- Harboe Hyldeblomst
- Harboe IceTea Peach
- Harboe Indian Tonic Water
- Harboe Sportsbrus
- Harboe Squash
- Harboe Squash Light
- Original Taste Cola
- Original Taste Cola Light
- Original Taste Klar Cola
- Topform Power
- Topform Power Light

### Energidrikke
- X-Ray
- Hustler

## Tidligere produkter
- Sodapops (1992)